# Octavio Rivero
Raúl Octavio Rivero Falero, mais conhecido como Rivero (Treinta y Tres, 24 de janeiro de 1992), é um futebolista uruguaio que atua como atacante. Atualmente, joga pelo Barcelona de Guayaquil.

## Títulos
Colo Colo
- Campeonato Chileno Transición: 2017
- Copa Chile: 2016
- Supercopa do Chile: 2017, 2018

Defensor Sporting
- Copa Uruguay: 2023